# Marcel Kirstges
Marcel Kirstges (* 29. Mai 1991 in Düsseldorf) ist ein deutscher Leichtathlet, der hauptsächlich im Weitsprung, aber auch im Kurzsprint antritt. Seit der Wintersaison 2017/2018 ist er zusätzlich Mitglied der deutschen Bobnationalmannschaft. Kirstges ist außerdem ein bekannter Leistungssporttrainer, Sportfunktionär und Unterstützer diverser sozialer Projekte.

## Leben
Nach der Grundschulzeit in seinem Heimatort Urmitz besuchte Kirstges ab 2001 die Eliteschule des Sports in Koblenz. Im Jahr 2010 machte er sein Abitur und wurde von seiner Schule und dem Deutschen Olympischen Sportbund (DOSB) als Eliteschüler des Jahres 2010 ausgezeichnet.
Nach dem Abitur absolvierte Kirstges ein Freiwilliges Soziales Jahr beim Leichtathletik-Verband Rheinland (LVR). Im Jahr 2011 begann Kirstges mit einem Sportmanagement-Studium am Rhein Ahr Campus Remagen. Seit 2013 absolviert er im Fernstudium an der Hochschule Ansbach den für Spitzensportler eingerichteten Studiengang Internationales Management.
Zusätzlich zu seiner sportlichen Karriere ist Kirstges als Trainer für diverse Verbände tätig. Nebenberuflich arbeitet er als pädagogischer Betreuer im Sportinternat an der Hermann-Neuberger-Sportschule in Saarbrücken. Dieses Sportinternat ist der Eliteschule des Sports, dem Sportgymnasium Rothenbühl, angeschlossen.
Marcel Kirstges wohnte, arbeitete und trainierte seit dem Frühjahr 2012 an der Hermann-Neuberger-Sportschule in Saarbrücken. Kirstges gründete im Jahr 2017 gemeinsam mit Timo Candrix den Kufensportstützpunkt Westerwald in Hachenburg Rheinland-Pfalz. Kirstges ist Gründungsmitglied, Stützpunktleiter und Landestrainer Kufensport (Bob und Skeleton). Seit 2018 lebt Kirstges in Leverkusen und Saarbrücken. Kirstges ist seit 2022 Sportlehrer an der GGS im Kirchfeld in Leverkusen. Er erteilt den Fachunterricht Sport und ist Ansprechpartner für den Vereinssport beim TSV Bayer 04 Leverkusen. Kirstges ist Geschäftsführer und Cheftrainer von dem Kinderpräventionsanbieter Papperlapapp NRW.

## Vereine und Trainer
Kirstges begann seine sportliche Karriere 1997 beim SV Urmitz unter Kurt Schüller. 2005/06 trainierte er bei Winfried Wirth im TV Mülheim. 2007 wechselte er zur LG Rhein-Wied. Dort wurde er von Manfred Jürgenliemk und Martin Schmitz trainiert. Seither trainiert ihn Bundestrainer Ulli Knapp. 2015 wechselte er von der LG Rhein-Wied zur Leichtathletikgemeinschaft LAZ Saar 05 Saarbrücken. Ab 2018 startet er für den TSV Bayer 04 Leverkusen. Seit 2018 wird er von Hans-Jörg Thomaskamp und Ulli Knapp trainiert.
Seit der Wintersaison 2017/2018 ist Kirstges zusätzlich Mitglied der deutschen Bobnationalmannschaft. Er startet als Anschieber für den Piloten Pablo Nolte. Sein Wintersportverein ist der BSC Winterberg.

## Erfolge – Leichtathletik
Marcel Kirstges ist der Rheinlandrekordhalter im Weitsprung (7,74 m). Im Saarländischen Leichtathletikbund belegt er in der ewigen Bestenliste Platz 3. Kirstges liegt 2016 auf Platz 7 des deutschen Männer-Weitsprungs. Internationale Starts hatte Marcel Kirstges nur in der Jugendklasse. Kirstges letzter Wettkampf als Profi war im Jahr 2020 über sein aktuellen Karrierestatus im Sport gibt es keine Informationen.

### National
| Platzierung | Disziplin      | Wettkampf                               | Ort        | Jahr |
| ----------- | -------------- | --------------------------------------- | ---------- | ---- |
| 3. Platz    | Weitsprung     | Deutsche Hallenmeisterschaften          | Leipzig    | 2016 |
| 2. Platz    | 4 × 200 m      | Deutsche Hallenmeisterschaften          | Leipzig    | 2016 |
| 4. Platz    | Weitsprung     | Deutsche Meisterschaften                | Kassel     | 2016 |
| 7. Platz    | 200 m          | Deutsche Meisterschaften                | Nürnberg   | 2015 |
| 3. Platz    | Weitsprung     | Deutsche Hallenmeisterschaften          | Leipzig    | 2014 |
| 6. Platz    | Weitsprung     | Deutsche Meisterschaften                | Ulm        | 2014 |
| 1. Platz    | 4 × 400 m      | Deutsche U23-Meisterschaften            | Kandel     | 2012 |
| 3. Platz    | 200 m          | Deutsche U23-Meisterschaften            | Kandel     | 2012 |
| 4. Platz    | Weitsprung     | Deutsche U23-Meisterschaften            | Kandel     | 2012 |
| 1. Platz    | Weitsprung     | Deutsche Jugendmeisterschaften          | Ulm        | 2010 |
| 2. Platz    | 100 m          | Deutsche Jugendmeisterschaften          | Ulm        | 2010 |
| 7. Platz    | 200 m          | Deutsche Jugendmeisterschaften          | Ulm        | 2010 |
| 3. Platz    | Weitsprung     | Deutsche Jugendmeisterschaften          | Regensburg | 2010 |
| 8. Platz    | 4 × 100 m      | Deutsche Jugendmeisterschaften          | Regensburg | 2010 |
| 3. Platz    | Weitsprung     | Deutsche Jugendhallenmeisterschaften    | Halle      | 2010 |
| 2. Platz    | Weitsprung     | Deutsche U23-Meisterschaften            | Göttingen  | 2009 |
| 2. Platz    | Weitsprung     | Deutsche Jugendmeisterschaften          | Rhede      | 2009 |
| 1. Platz    | Weitsprung     | Deutsche Jugendmeisterschaften          | Berlin     | 2008 |
| 2. Platz    | 100 m          | Deutsche Jugendmeisterschaften          | Berlin     | 2008 |
| 5. Platz    | 4 × 100 m      | Deutsche Jugendmeisterschaften          | Berlin     | 2008 |
| 2. Platz    | 200 m          | Deutsche Jugendmeisterschaften          | Dortmund   | 2008 |
| 4. Platz    | 4 × 400 m      | Deutsche Jugendmeisterschaften          | Nürnberg   | 2008 |
| 2. Platz    | Zehnkampf/Team | Deutsche Jugendmehrkampfmeisterschaften | Hannover   | 2008 |

### International
| Platzierung | Disziplin  | Wettkampf                 | Ort                |
| ----------- | ---------- | ------------------------- | ------------------ |
| 1. Platz    | Weitsprung | U18-Länderkampf           | Słubice (Polen)    |
| Quali.      | Weitsprung | U20-Europameisterschaften | Novi Sad (Serbien) |
| Quali.      | Weitsprung | U20-Weltmeisterschaften   | Moncton (Kanada)   |

### Bestleistungen
| Disziplin  | Zeit/Weite | Datum           | Ort            |
| ---------- | ---------- | --------------- | -------------- |
| Weitsprung | 7,84 m     | 5. Juni 2016    | Oberteuringen  |
| 60 m       | 6,88 s     | 11. Januar 2016 | Saarbrücken    |
| 100 m      | 10,63 s    | 4. Juli 2015    | Kaiserslautern |
| 200 m      | 21,40 s    | 24. Juli 2015   | Nürnberg       |

## Erfolge Bobsport
Kirstges erzielte in seiner ersten Bobsaison Erfolge im Europa-Cup.

### International
| Platzierung | Disziplin | Wettkampf | Ort             | Jahr |
| ----------- | --------- | --------- | --------------- | ---- |
| 3. Platz    | Viererbob | Europacup | La Plagne (FRA) | 2017 |
| 5. Platz    | Viererbob | Europacup | La Plagne (FRA) | 2017 |
| 14. Platz   | Viererbob | Europacup | Altenberg       | 2017 |

## Trainerkarriere
Marcel Kirstges ist seit 2017 Landestrainer Kufensport (Bob und Skeleton) am Kufensportstützpunkt Westerwald in Hachenburg Rheinland-Pfalz. Zusätzlich ist Kirstges Gründungsmitglied und Stützpunktleiter. Er trainiert zahlreiche junge Talente im Bob- und Skeletonsport in Kooperation mit dem BSC Winterberg. Seine erfolgreichste Wintersportathletin ist die mehrfache Jugendweltmeisterin im Bobsport Charlotte Candrix.

## Soziales
Marcel Kirstges engagiert sich nach eigenen Angaben auf seiner Website für diverse soziale Projekte. Kirstges ist Mitglied und Botschafter für den Kinderschutzverein Friedenskinder e.V. Zusätzlich engagiert er sich für DKMS, den Organspendeausweis, den Deutschen Imkerbund und den Behindertensport in Rheinland-Pfalz. Kirstges ist Geschäftsführer und Cheftrainer von dem Kinderpräventionsanbieter Papperlapapp NRW.